# Autobianchi A111

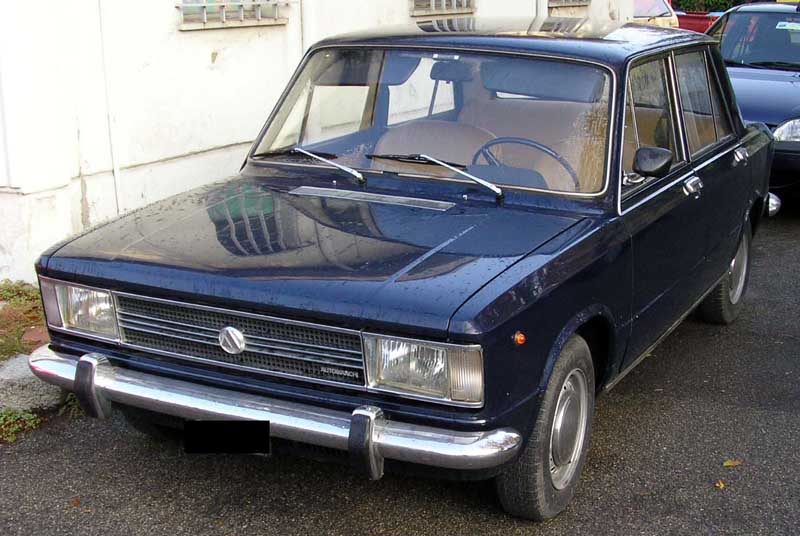
Autobianchi A111

Pour les articles homonymes, voir A111.
L'Autobianchi A111 est un modèle d'automobile fabriqué par le constructeur italien Autobianchi (Groupe FIAT) de 1969 à 1972.

## Description
L'A111 reprenait le concept mécanique d'avant-garde de sa devancière : traction avant avec un moteur placé transversalement et boîte de vitesses accolée.
La conception de l'Autobianchi A111 est née de la récupération par Autobianchi du projet "G123" présenté à Fiat puis refusé. Celle qui aurait pu être la Fiat 123 est présentée en mars 1969. Elle est destinée à un marché plus haut de gamme que la berline Primula, elle est donc vendue à un prix sensiblement supérieur. Cette stratégie a été imposée par Fiat pour ne pas créer de concurrence interne avec la berline Fiat 124.
Équipée du moteur de la Fiat 124S de 1 438 cm3 et 75 ch, elle bénéficiait d'une finition très haut de gamme avec des sièges recouverts de velours épais et d'un tableau de bord incorporant de la ronce de noyer et distributeur de cigarettes. Son silence, la vivacité de son moteur et sa tenue de route étaient parmi ses plus grandes qualités.
En 1970 soit quelques mois à peine après sa sortie, elle profite d'un restylage qui ne concerne que la carrosserie. Une teinte jaune apparait au catalogue et toutes les A111 à partir de cette date profitent de nouveaux feux arrière.
Étudiée par l'ingénieur Dante Giacosa, elle fut la première voiture du groupe Fiat de ce gabarit, berline aux dimensions généreuses, à adopter la traction avant. Dans sa catégorie, l’A111 est une des premières voitures pour laquelle il a été prêté attention quant à l’habitabilité et la capacité de chargement du coffre. Sa ligne est caractéristique des productions Fiat de cette époque.
Les raisons de l'échec commercial de l'A111 sont multiples. La voiture souffre d'abord de sa grande ressemblance avec sa jumelle, la Fiat 124. Cependant, son prix légèrement supérieur ne sera pas à son avantage. De plus, le rachat de la marque Lancia par le groupe Fiat repositionne la gamme des véhicules du groupe. Désormais, Lancia tient le rôle de marque haut de gamme, l'A111 devient encombrante et elle est poussée à la sortie par la future Lancia Beta. Le groupe Fiat arrête prématurément la fabrication de l'A111 en 1972 après en avoir construit moins de 60 000 exemplaires.

## Caractéristiques techniques
- Cylindrée : 1 438 cm3 - 75 ch à 5 600 tr/min
- Alimentation : Carburateur Weber à double corps 32 DFB
- Transmission : Traction avant, embrayage mono-disque à sec, boîte 4 vitesses synchronisées
- Carrosserie : Coque autoporteuse
- Direction : à crémaillère